# Clacks
Clacks(クラックス：Classic＋Crack）は、かつて存在したヴァイオリン二人、ヴィオラ一人、サックス一人の異色のインストゥメンタル・ユニット。

## Member
- 門脇大輔(ヴァイオリン)
- 高井麻衣 (ヴァイオリン)
- 村田泰子(ヴィオラ)
- 藤田淳之介(サックス)ライブで彼の名前が紹介された時は、「じゅんじゅ～ん」と呼ぶのが決まりだという。

## 経歴
- 2003年7月に“Beyond the Classics”というオーディションで3200人の応募者の中から選ばれる。
- 2003年10月に1stアルバム『Clacks-クラックス-』をリリース。
- 2004年7月には2ndアルバム『ClacksII〜Eternal Youth〜』をリリース。
- 2006年6月に3rdアルバム『ノリノリ！クラシックス』をリリース。
- 2008年1月15日に解散。